# Neuruppin
Neuruppin grad je u pokrajini Brandenburg u Njemačkoj, administrativno sjedište okruga Ostprignitz-Ruppin. 
To je rodno mjesto romanopisca Theodora Fontanea (1819. – 1898.) pa se stoga naziva i Fontanestadt. Garnizonski grad od 1688. i većim dijelom obnovljen u neoklasičnom stilu nakon razornog požara 1787., Neuruppin ima reputaciju "najpruskijeg od svih pruskih gradova". Dana 1. svibnja 1945. sovjetske snage stigle su do Neuruppina i pripremile se granatirati grad sa suprotne obale jezera. No, nepoznata osoba uspjela je istaknuti bijelu zastavu na tornju samostanske crkve, a isto se dogodilo i na župnoj crkvi. Time je spriječeno bilo kakvo uništenje.
U Neuruppinu je smještena hrvatska nogometna reprezentacija za vrijeme Europskoga prvenstva u nogometu – Njemačka 2024.

## Geografski položaj
Neuruppin je po površini jedan od najvećih gradova u Njemačkoj. Nalazi se 60 km sjeverozapadno od Berlina u okrugu Ostprignitz-Ruppin. Sastoji se na jugu od okruga smještenih na obalama jezera Ruppiner, koje presijeca rijeka Rhin, uključujući stvarnu jezgra grada Neuruppin i Alt Ruppina. Na sjeveru se proteže do regije jezera Rheinsberg i granice s pokrajinom Mecklenburg-Vorpommernom. Dio je parka prirode Stechlin-Ruppiner Land i povezan je s Wittstock-Ruppiner Heideom, koji se djelomično koristio u vojne svrhe kao vojni poligon Wittstock.

## Poznate osobe
- Theodor Fontane - njemački književnik, jedan je od najznačajnih njemačkih romantičara realizma
- Karl Friedrich Schinkel - pruski romantičarski arhitekt, urbanist i slikar, najistaknutiji predstavnik neoklasicizma i neogotike u njemačkoj arhitekturi
- Karl Litzmann - njemački general i vojni zapovjednik, počasni građanin Neuruppina
- Ulrich Papke - njemački kanuist, osvojio zlato na OI 1992.
- Ralf Büchner- njemački gimmnastičar, osvojio ekipno srebro na OI 1988.

## Galerija
- Ručno obojeni listovi slika Neuruppina, oko 1850.
- Klinika u Neuruppinu.
- Gradska vijećnica u Neuruppinu.
- Jezero Ruppiner s tornjevima samostanskih crkava.